# Phyllonorycter fiumella
Phyllonorycter fiumella är en fjärilsart som först beskrevs av Krone 1911.  Phyllonorycter fiumella ingår i släktet guldmalar, och familjen styltmalar.
Artens utbredningsområde är:
- Frankrike.
- Italien.
- Kroatien.

Inga underarter finns listade i Catalogue of Life.